# Аква Кандида (Фрозиноне)
Аква Кандида (итал. Acqua Candida) је насеље у Италији у округу Фрозиноне, региону Лацио.
Према процени из 2011. у насељу је живело 105 становника. Насеље се налази на надморској висини од 310 м.